# بدنه خیابان نواب صفوی
بدنهٔ خیابان نواب صفوی؛ نام بدنهٔ خیابانی تاریخی مربوط به اواخر دورهٔ قاجار است و در شهرستان مشهد، شهر مشهد، خیابان نواب صفوی حد فاصل حرم مطهر تا میدان عدالت، بین نواب ۱و ۳ واقع شده و این اثر در تاریخ ۲۵ آبان ۱۳۸۴ با شمارهٔ ثبت ۱۳۸۷۴ به‌عنوان یکی از آثار ملی ایران به ثبت رسیده‌است.